# 田中鳥雄
田中 鳥雄（たなか とりお、1848年（嘉永元年2月） - 1908年（明治41年）2月5日）は、明治時代の政治家。衆議院議員（2期）。

## 経歴
伊豆国田方郡大竹村（静岡県田方郡函南村を経て現函南町）に生まれる。1872年（明治5年）地租改正により三島宿外52箇村の箱根山入会地約2744ヘクタールが官地に編入されると塚本村の小川宗助、大場村の大村和吉郎とともに足柄県や静岡県へ民有地への編入運動を起こし、1880年（明治13年）成功した。ほか、産馬事業、天蚕の飼育、製茶技術の指導などに尽くした。戸長、副区長、静岡県会議員、同常置委員などを歴任した。
1892年（明治25年）2月の第2回衆議院議員総選挙では静岡県第7区から出馬し当選。第4回総選挙でも当選し衆議院議員を2期務めた。

## 著作
- 『椎茸養成法』東京興農園、1896年。

## 親族
- 長男：田中萃一郎（歴史学者）[2]